# Robert van Württemberg

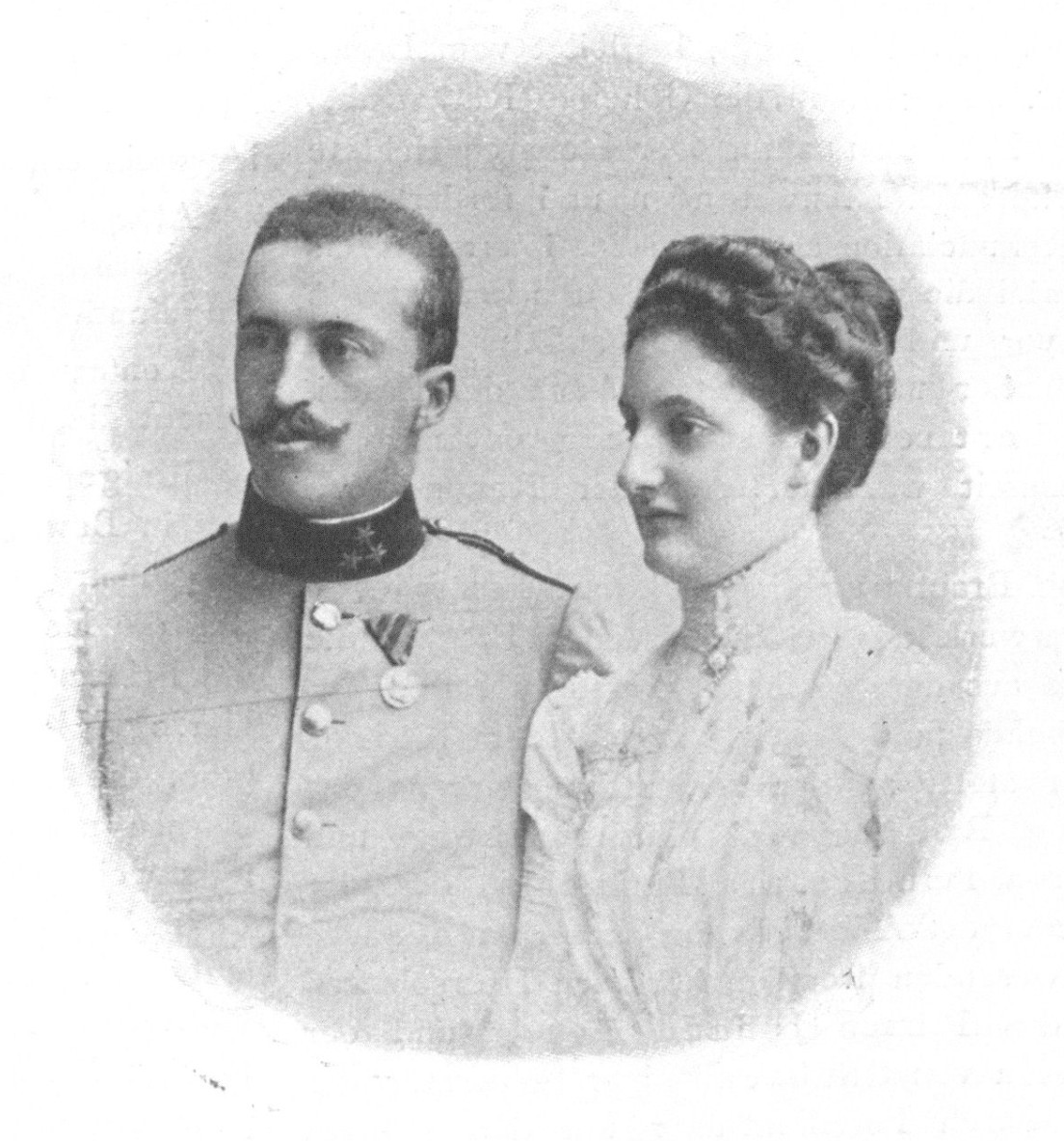
Robert van Württemberg en zijn echtgenote Maria Immaculata van Oostenrijk, circa 1900.

Robert Maria Clemens Filips Jozef van Württemberg (Meran, 14 januari 1873 - Altshausen, 12 april 1947) was een Duitse officier en prins van het koninklijk huis Württemberg.

## Levensloop
Robert was de vierde zoon van hertog Filips van Württemberg uit diens huwelijk met aartshertogin Maria Theresia Anna van Oostenrijk, dochter van aartshertog Albrecht van Oostenrijk-Teschen. Hij behoorde tot de katholieke linie van het huis Württemberg en was de broer van de Württembergse troonopvolger Albrecht van Württemberg. Als prins van het koninklijk huis van Württemberg had hij van 1894 tot het einde van de Duitse monarchieën in 1918 een zetel in de Württembergse Kamer van Standsheren. 
Reeds in 1891 trad Robert toe tot het leger van Württemberg, waar hij later ritmeester van het Tweede Dragondersregiment werd. Hij diende ook in het leger van het keizerrijk Oostenrijk-Hongarije en was daar opperluitenant in het Negende Dragondersregiment. Daarnaast was Albrecht eveneens officier à la suite van het 2e Pommerse Ulanen-regiment in het Pruisische leger. Tijdens de Eerste Wereldoorlog commandeerde Robert de 26ste cavaleriebrigade, waartoe de 7e cavaleriedivisie behoorde. Op 19 september 1916 werd hij gepromoveerd tot luitenant-generaal en aan het einde van de oorlog had hij het oppercommando over het legerkorps kroonprins Rupprecht.
Op 29 oktober 1900 huwde hij in de Hofkerk van Wenen met aartshertogin Maria Immaculata van Oostenrijk (1878-1968), dochter van aartshertog Karel Salvator van Oostenrijk. Dit huwelijk bleef kinderloos. In 1901 vertegenwoordigde hij koning Willem II van Württemberg bij de bijzetting van koningin Victoria in Londen, wat hij in 1902 opnieuw deed bij de kroning van koning Eduard VII van het Verenigd Koninkrijk.
Na het einde van de Eerste Wereldoorlog en de val van de Duitse monarchieën in 1918 trok Robert zich terug in Altshausen. Zijn broer Albrecht had in 1919 de hoofdresidentie van de familie naar het Slot van Altshausen verlegd. Robert hield zich, blijkbaar hopend op een herstel van de monarchie, bezig met het ontwerpen van bouwplannen voor nieuwe sloten, abdijen en kerken, die door de politieke ontwikkelingen nooit gerealiseerd konden worden. Ook zijn ontwerpen van nieuwe legeruniformen, benamingen voor regimenten, wapens, militaire standaarden en ordes werden niet uitgevoerd. Zijn ontwerpen voor een nieuw katholiek misboek en een nieuw uniform voor bedienden werden wel in de praktijk gebracht. Robert van Württemberg stierf in april 1947 op 74-jarige leeftijd.